# オグニェン・ムドリンスキ
オグニェン・ムドリンスキ（セルビア語: Огњен Мудрински, ラテン文字転写: Ognjen Mudrinski, 1991年11月15日 - ）は、セルビアのサッカー選手。ポジションはFW（センターフォワード）。

## クラブ歴

### ヴォイヴォディナ
FKヴォイヴォディナ・ノヴィ・サドの下部組織出身。2010年4月11日に18歳でプロデビューし、初得点も決めた。しかしその後は期限付き移籍が続き2011年8月にFKヤゴディナに完全移籍。彼は「ヴォイヴォディナは本当のチャンスをくれなかった」と述べた。

### ヤゴディナ
19歳で加入したヤゴディナでは2011年8月20日にデビュー戦を迎えた。この試合では得点はならなかったがその後も起用されて9得点をあげた。2012年7月20日には20歳でUEFAヨーロッパリーグ 2012-13予選のFCオルダバス戦に出場し国際大会デビューも果たした。

### レッドスター・ベオグラード
2012年8月にレッドスター・ベオグラードに移籍。背番号は同クラブがトヨタカップを制した1991年を表す91番となった。9月2日のデビュー戦でハットトリックを達成、デビュー戦でのハットトリックはクラブ史上初の記録であった。同シーズン前半では出場停止となった1試合を除く全ての試合に出場した。しかしリカルド・サ・ピント監督は翌シーズンに彼には頼らないと発言した。

### 国外移籍
2013年7月8日に3年契約の年俸80万ユーロでツヴァイテリーガのSpVggグロイター・フュルトに移籍。リーグでは14試合に出場した。2014年8月28日にスイス・スーパーリーグのFCアーラウに移籍。

### スパルタク・スボティツァ
2016年1月に2年契約でFKスパルタク・スボティツァに加入。シーズン末までの半年で13試合に出場したが控えとしての役割であった。2016-17シーズンはフォワードの一番手として半年で9点をとって折り返した。2017年4月に1年間の契約を延長した。

### チュカリチュキ
2017年7月25日に3年契約でFKチュカリチュキに移籍、移籍金は20万ユーロ。7月29日に移籍後初出場。8月25日に移籍後初得点。10月1日に行われたパルチザン・ベオグラード戦でエヴェルトン・ルイスの悪質なスライディングタックルを受けて負傷。2018年1月24日のFKベチェイ1918との親善試合で復帰した。

### ヤギエロニア・ビャウィストク
2019年7月2日、エクストラクラサのヤギエロニア・ビャウィストクへ加入。移籍金はクラブ史上最高額となる600万ユーロで、4年契約を締結した。
2021-22シーズンはNKマリボルへローンとなる。リーグ戦で17ゴールを挙げ得点王を獲得しクラブの優勝に貢献。同シーズンのリーグ最優秀選手にも選出された。
2022年8月2日、タイ・リーグ1のランプーン・ウォリアーFCへ加入する。
2023年1月17日、NB IのウーイペシュトFCへ1年契約で移籍することが発表された。

## 代表歴
U-21セルビア代表としての出場経験がある。2012年10月16日に行われたイングランド戦で問題を起こしたため、彼とニコラ・ニンコヴィッチは同月25日にセルビアサッカー協会から1年間の代表出場停止処分を下された。

## タイトル
クラブ
マリボル
- 1.SNL : 2021-22

個人
- 1.SNL得点王 : 2021-22（17得点）
- 1.SNL最優秀選手 : 2021-22